# John Philpot
Pour les articles homonymes, voir Philpot.
John Philpot, né le 26 novembre 1946 à Port Arthur en Ontario, est un avocat canadien. Son nom reste attaché à la défense de Jean-Paul Akayesu qui a été reconnu coupable par le Tribunal pénal international pour le Rwanda (TPIR) d'avoir incité au viol et à l'assassinat de Tutsis. Il est le frère de Robin Philpot, journaliste, essayiste controversé (Affaire Philpot) et candidat aux élections provinciales québécoises 2007 sous la bannière du Parti québécois.
John Philpot pratique le droit pénal depuis 1984, année où il devient également membre du Barreau du Québec. Secrétaire général de l'Association américaine de juristes, Philpot est un spécialiste en droit international privé et en droit de la personne. À partir de 2004, il exerce la fonction de conseiller pour les Associations des avocats de défense au Tribunal international pour le Rwanda (ADAD). En plus de s’être intéressé à des cas liés au génocide au Rwanda, il s’est impliqué dans différents dossiers comme celui de la crise dans la région des Grands Lacs africains. Travaillant autant en français, en anglais qu’en espagnol, il s’est également intéressé à des dossiers au Salvador et au Guatemala. 
Avocat controversé pour avoir défendu[réf. nécessaire] un homme condamné pour génocide, Philpot a aussi défendu Gorka Salazar, l’un des deux réfugiés basques qui étaient menacés d'extradition.

## Source
- Site officiel de John Philpot